# Comuna Mănăștiur, Timiș
Mănăștiur (1924: Mănăștur, germană Monostor, maghiară Bégamonostor) este o comună în județul Timiș, Banat, România, formată din satele Mănăștiur (reședința), Pădurani, Remetea-Luncă și Topla. Este situată în zona de contact a Câmpiei Lugojului cu Podișul Lipovei, pe cursul superior al râului Bega.

## Obiective turistice
- Biserica de lemn din Topla cu hramul „Sfinții Arhangheli Mihail și Gavriil” din secolul al XVIII-lea, cu picturi interioare de factură populară, realizate în anul 1746

## Personalități locale
- Gheorghe Gârda (1879 - 1948), jurist, publicist, delegat titular la Marea Adunare Națională de la Alba Iulia 1918.

## Demografie
Componența etnică a comunei Mănăștiur
     Români (84,9%)
     Romi (4,18%)
     Maghiari (3,27%)
     Alte etnii (7,64%)
Componența confesională a comunei Mănăștiur
     Ortodocși (75,68%)
     Penticostali (12,8%)
     Reformați (3,03%)
     Alte religii (1,03%)
     Necunoscută (7,46%)
Conform recensământului efectuat în 2021, populația comunei Mănăștiur se ridică la 1.649 de locuitori, în scădere față de recensământul anterior din 2011, când fuseseră înregistrați 1.658 de locuitori. Majoritatea locuitorilor sunt români (84,9%), cu minorități de romi (4,18%) și maghiari (3,27%). Din punct de vedere confesional, majoritatea locuitorilor sunt ortodocși (75,68%), cu minorități de penticostali (12,8%) și reformați (3,03%), iar pentru 7,46% nu se cunoaște apartenența confesională.

## Politică și administrație
Comuna Mănăștiur este administrată de un primar și un consiliu local compus din 11 consilieri. Primarul, Ionel Curuți[*], de la Partidul Social Democrat, este în funcție din 2004. Începând cu alegerile locale din 2024, consiliul local are următoarea componență pe partide politice:
|  | Partid                                 | Consilieri | Componența Consiliului | Componența Consiliului | Componența Consiliului |
|  | -------------------------------------- | ---------- | ---------------------- | ---------------------- | ---------------------- |
|  | Partidul Social Democrat               | 3          |                        |                        |                        |
|  | Alianța Dreapta Unită                  | 2          |                        |                        |                        |
|  | Partidul Național Liberal              | 2          |                        |                        |                        |
|  | Uniunea Democrată Maghiară din România | 2          |                        |                        |                        |
|  | Alianța pentru Unirea Românilor        | 1          |                        |                        |                        |
|  | Alianța Național Țărănistă             | 1          |                        |                        |                        |

## Legături externe

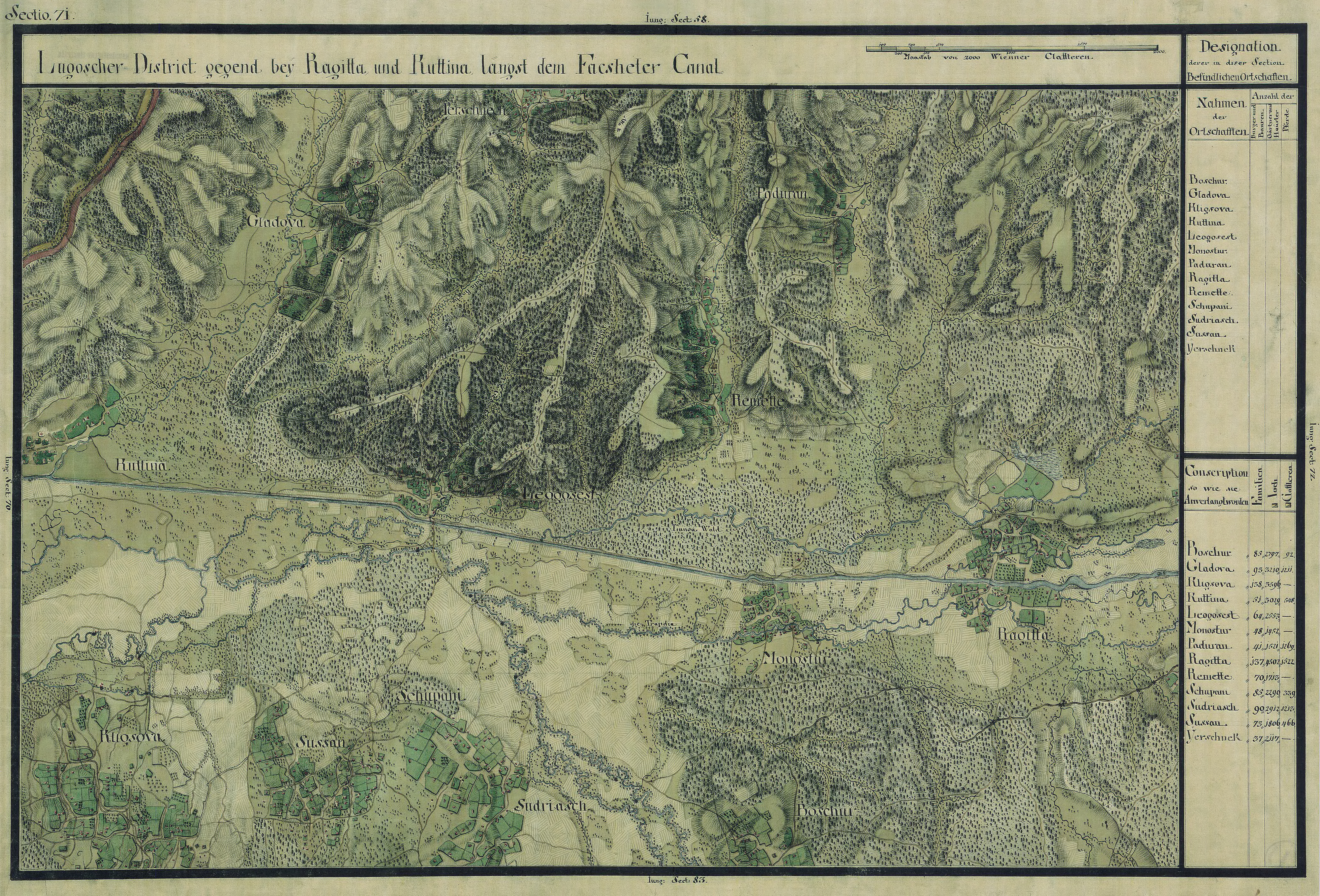
Mănăştiur în Harta Iosefină a Banatului, 1769-72